# آرتیفکت

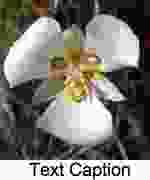
آرتیفکت فشردگی

آرتیفکت (به انگلیسی: Artifact) انواعی از خطاهای ثبت پردازنده‌ها یا دستگاه‌ها، به‌ویژه تصویرسازها هستند. مثلا ممکن است یک شیء در صوت‌نگاری مشاهده شود؛ در حالی‌که در واقعیت فقط سایه‌ای از یک شیء واقعی بوده است.
نوسانات تصادفی (رندم) ناشی از نویز در شدت سیگنال را معمولاً می‌توان جدای از آرتیفکت‌ها در نظر گرفت.

## دگر نام‌ها
- آلایه [۲]
- درستنما
- پردازش‏ماند

## در فیزیک پزشکی
در علوم تشخیص پزشکی و به‌طور کل در فیزیک پزشکی این خطاها دارای اهمیت ویژه‌ای می‌گردند و مورد تحقیق و بررسی فراوان قرار می‌گیرند. آرتیفکت و انواع آن بویژه در سونوگرافی، ام آر آی، و سی تی اسکن دارای اهمیت فراوانی است.